# Neobythites unimaculatus
Neobythites unimaculatus är en fiskart som beskrevs av Smith och Radcliffe, 1913. Neobythites unimaculatus ingår i släktet Neobythites och familjen Ophidiidae. Inga underarter finns listade i Catalogue of Life.